# 铁甲钢拳
《铁甲钢拳》（英語：Real Steel）是一部2011年美国科幻动作片，由薛恩·李維執導，澳洲影星休·傑克曼主演。劇情根据Richard Matheson於1956年所写的短篇故事《Steel》改编而成。美国台灣同步于2011年10月7日上映，香港更於10月6日比美國早上映，中国于11月8日上映。

## 剧情
2020年，由於人类拳击已經無法滿足人們對暴力的渴望，机器人拳擊因此出現。故事敘述居住在德州的前拳击运动员查理，曾經排名世界第二、擁有成為未來拳王的實力，因人類拳擊沒落而轉戰機器人拳擊，但由於其自負個性導致輸多贏少，並使自己負債累累。
在一場比賽中，由於自己的大意導致其最後一台機器人--突擊者（Ambush），被比賽用的鬥牛拆成碎片；也同時輸給鬥牛主人雷奇兩萬美元。身無分文的查理在逃跑途中得知其前妻已死，而根據德州法律查理具有兒子麥斯的監護權，最後查理決定以十萬元將監護權賣給他的親戚（麥斯的姨父家很富有，他姨妈想养育他），但以照顧兒子3個月做為交換條件。獲得预付金五萬元的查理立刻買了一台曾經與拳王不相上下的過氣機器人--超惡男子（Noisy Boy）。其語音聲控功能與許多招式使查理信心大增，立刻帶著超惡男子與麥斯前往小型鬥技場挑戰館主的機器人金霸王（Midas）；雖一開始占了上風，但最後因不熟悉超惡男子操作方式導致其步上突擊者的後塵，被金霸王拆成碎片。查理最後只救回了語音聲控面板。
失望的查理帶著麥斯潛入廢鐵廠，尋找能製作機器人的零件，陰錯陽差之下麥斯發現了一個完整的機器人，並發現機器人名字叫做亞當（Atom）。經過鑑定後發現亞當是非常舊款的陪练机器人，雖有极高的耐打性，但其攻擊力卻非常低，唯一有趣的地方是它具有镜像模仿能力，能模仿「看」到的事物並寫入記憶體。由於沒錢再買一個機器人，查理與麥斯在退無可退的情況下替亞當安排了一場對決，最後亞當在麥斯的控制下打贏了這場戰鬥，賺了一些錢。之後麥斯將超惡男子的語音聲控面板裝入亞當體內，並說服查理教導亞當拳擊，使亞當今後不需受遙控器控制，只要聽到命令即可立刻回應。
之後在查理的控制與教導下，亞當開始於各個競技場打敗對手，查理的經濟狀況也逐漸好轉，同時亞當的名聲漸漸傳遍全美國；之後在查理經紀人的幫助下，亞當得以邀請進入職業聯盟並與雙頭怪（Twin Cities）打一場；在與雙頭怪開打之前，當代機器人拳王——宙斯的主人看上亞當與眾不同並決定買下他要當作宙斯的陪練機器，在麥斯極力反對下交易破裂。在與雙頭怪的對決中，亞當完全處於下風，但感謝查理打拳擊的經驗，使他發現雙頭怪的弱點——肩膀和腹部的多種設計缺失，最後靠著這些設計缺失，亞當以跌破所有人的眼鏡的局面下擊倒了雙頭怪。賽後訪問上，麥斯向宙斯的主人益戶武挑釁，誓言打敗宙斯（Zeus）。
賽後雷奇突然出現，並因先前欠款未還把他們父子打了一頓，並搶了他們所有錢，查理認為自己不夠格做父親，決定把麥斯立刻送回親戚手中。送走麥斯回到家後，查理的青梅竹馬貝麗告訴他如果他肯改變，他絕對能成為一位好父親。查理之後回去向麥斯道歉並告訴他亞當能夠跟宙斯大打一場，之後查理說服了親戚，讓他帶著麥斯去參加與宙斯的最終決戰。
在跟宙斯的對決中，亞當雖處於劣勢，但在查理的控制下卻能夠一直待在場上與宙斯纏鬥。奇蹟似地撐到倒數第二回合末，亞當的聲控裝置被宙斯擊毀。在最後一回合開始前，麥斯將亞當切換至模仿模式，並要查理在場邊揮拳，以帶領亞當對抗宙斯。有了查理的親自使拳控制，加上宙斯在和亞當進行多場回合對決中逐漸開始沒電了，亞當逐漸扭轉頹勢，逼使宙斯的設計者——天才機器人設計師益戶武也親自上場操縱宙斯，並啟用宙斯的過載模式以企圖再維持戰局。最後因雙方皆未被擊倒，而由評審評分判決勝負，而宙斯最終仍然獲勝。雖維持住了機器人拳王的寶座，但宙斯的威嚴與名聲已遭到嚴重打擊，而亞當則被封為「全民冠軍」。

## 演員
| 演員                           | 角色                                  |
| ------------------------------ | ------------------------------------- |
| 休·傑克曼 Hugh Jackman         | 查理·肯頓 Charlie Kenton              |
| 達科塔·高尤 Dakota Goyo        | 麥斯·肯頓 Max Kenton                  |
| 伊凡潔琳·莉莉 Evangeline Lilly | 貝莉·陶特 Bailey Tallet               |
| 凱文·杜蘭 Kevin Durand         | 雷奇 Ricky                            |
| 安東尼·麥基 Anthony Mackie     | 芬恩 Finn                             |
| 琥珀·戴維絲 Hope Davis         | 黛伯拉‧巴恩 Debra Barn                |
| 詹姆士·里伯霍恩 James Rebhorn  | 馬文‧巴恩 Marvin Barn                 |
| 奧嘉·方達 Olga Fonda           | 法拉‧蘭寇娃(簡稱藍法拉) Farra Lemcova |
| 卡爾·尹 Karl Yune              | 益戶武 Tak Mashido                    |
| 菲爾·拉瑪 Phil LaMarr          | 提姆（ESPN拳擊比賽評論員） Tim        |

## 制作

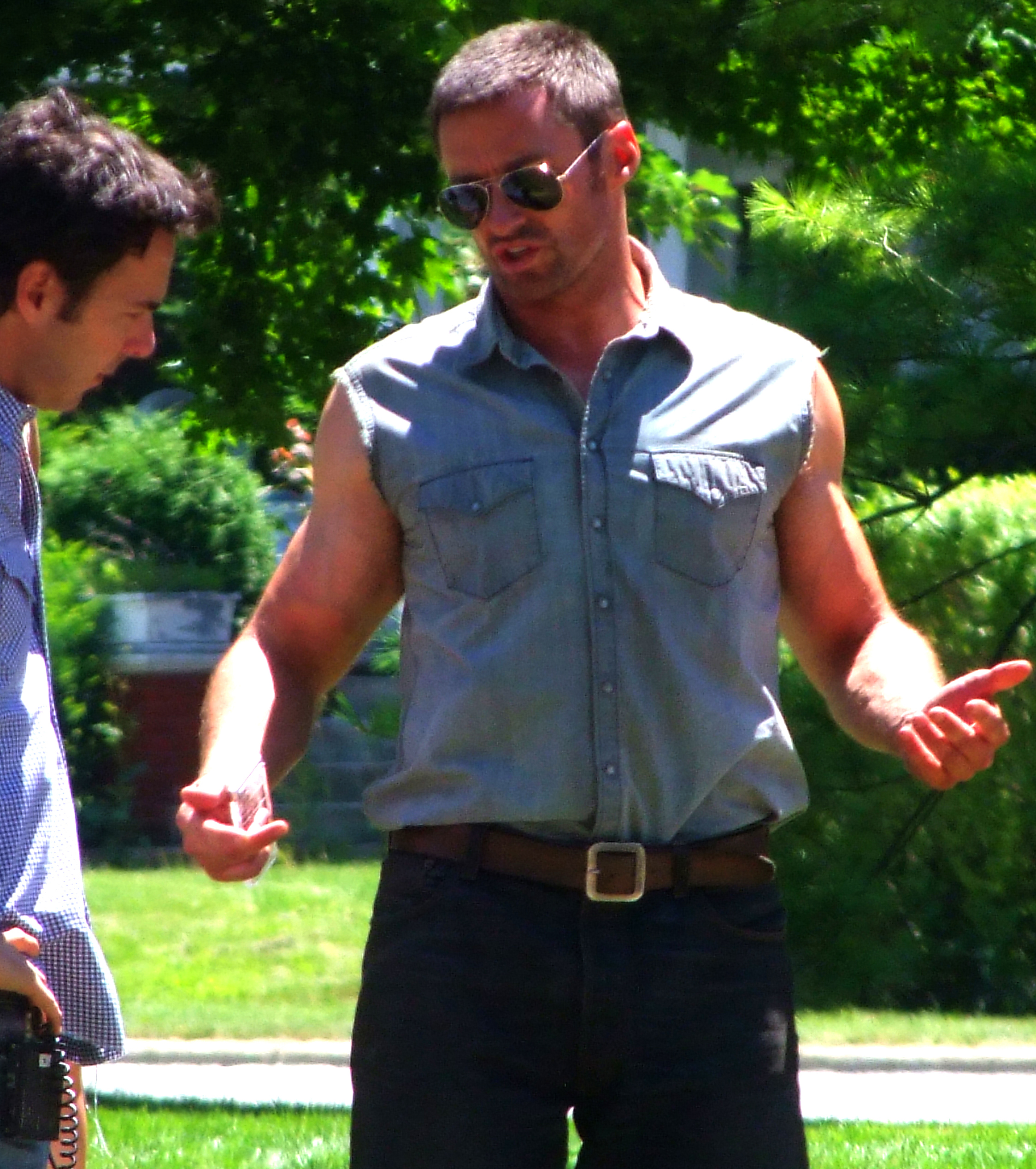
导演与主演在一起交谈，2010年7月2日

2010年6月开拍，同年10月15日拍摄完毕。拍摄点包括密歇根州的底特律和英厄姆縣等地方。

## 评价
媒体综评56分，爛番茄新鲜度60%，126人顶，86人踩，觀眾評價得分70%；Yahoo方面影评人A，获得了不错的口碑。
代表性评价有：Film.com：“虽然影片的故事简单到三言两语就可讲完，但在127分钟的时间内，导演调动了各种视觉元素和戏剧元素，让原本枯燥的电影看起来并不显得乏味。”今日美國：“影片虽然用拳击这个主题展示了不少漂亮的画面，但本质上却是一部父子感情的教育课，有些段落演绎得颇为感人。”。
明報的石琪說：「導演桑里維拍過魔幻童話片《翻生侏羅館》，我認為本片好得多，不會太幼兒化。今次休·傑克曼演得好，充滿不羈感和滄桑味，女友對他又愛又恨亦很貼切。最討好是童星德哥達·戈約，有笑有淚，他對「衰鬼」父親與忠心機械人Atom的真情都令人感動，他和Atom共舞特別妙趣好看。」

## 票房
北美首周末三天收获2730万美圆，名列第一。第二个周末收1630万，蝉联冠军，累计5174万。
台灣方面，最終全台票房為新台幣2.6億元。
| 上一届： 《小海豚奇蹟物語》    | 2011年美國週末票房冠軍 第40-41週 | 下一届： 《鬼入鏡3》                  |
| 上一届： 《特務戇J之救國大業》 | 2011年香港一週票房冠軍 第41週    | 下一届： 《那些年，我們一起追的女孩》 |
| 上一届： 《賽德克·巴萊》       | 2011年台北週末票房冠軍 第41-42週 | 下一届： 《鐘點戰》                   |